# Cooler Heads Coalition
La Coalición Cooler Heads es una organización política conservadora "grupo informal y ad-hoc" en los Estados Unidos, financiado y operado por el Instituto de Empresas Competitivas. El grupo, que rechaza la opinión científica sobre el cambio climático, hizo esfuerzos para evitar que el gobierno  aborde el cambio climático.

## Operación
La Coalición opera un sitio web y un blog, y publica el boletín electrónico "Cooler Heads Digest" (publicado por última vez en 2012). Fue fundada por Consumer Alert.
The Washington Post describió al grupo como "a la vanguardia de los esfuerzos para poner en duda la gravedad del cambio climático y frustrar los esfuerzos del gobierno para abordarlo".  The New Yorker   ha descrito a Cooler Heads Coalition como "una organización paraguas operada por el Competitive Enterprise Institute, una organización sin fines de lucro que se enorgullece de su oposición a los ambientalistas". En el Manual de Oxford sobre Cambio Climático y Sociedad de 2011, la Coalición Cooler Heads fue incluida como uno de los "grupos de fachada" que forman "componentes clave de la negación del cambio climático". Según Intercept, Myron Ebell, el jefe de Cooler Heads Coalition "ha pasado la mayor parte de su carrera lanzando bombas sin sentido financiadas por la industria sobre el cambio climático".
La Coalición Cooler Heads se describe a sí misma como "enfocada en disipar los mitos del calentamiento global al exponer análisis económicos, científicos y de riesgo defectuosos".

## Recepción
Según el  Washington Post , el grupo fue "durante mucho tiempo descartado como loco por los principales científicos y políticos de ambos partidos" hasta que el grupo fue acogido por la campaña presidencial de Donald Trump en 2016.
La Coalición Cooler Heads ha sido criticada por sus vínculos con industrias energéticas que se verían afectadas si los Estados Unidos promulgaran cualquier legislación destinada a reducir Emisiones de dióxido de carbono emisiones de CO  2 . La Coalición ha sido acusada por  Mother Jones de astroturfing. Escribiendo en octubre de 2004 para The American Prospect, Nicholas Confessore describió a la Coalición como "un grupo de césped artificial financiado por industrias que se oponen a la regulación de emisiones".

## Membresía
Los miembros notables de la Coalición han incluido:
- 60 Plus Association
- Institución Alexis de Tocqueville
- Americans for Prosperity
- Americans for Tax Reform
- American Legislative Exchange Council
- Comité por un mañana constructivo
- Instituto de Empresas Competitivas
- Fraser Institute
- FreedomWorks
- George C. Marshall Institute
- The Heartland Institute
- Instituto Independiente
- Instituto Bruno Leoni
- JunkScience.com
- Lavoisier Group
- Liberty Institute